# 8 1/2
『8 1/2』（はっか にぶんのいち、イタリア語: Otto e mezzo, 「8と半分」の意）は、1963年製作・公開のイタリア・フランス合作映画である。モノクロ映画。別題『フェリーニの8 1/2』。スティーヴン・ジェイ・シュナイダーの『死ぬまでに観たい映画1001本』に掲載されている。

## 概要
本作のタイトルは、本作がフェリーニ「単独」による8作目の監督作品であり、さらにフェリーニの処女作『寄席の脚光』がアルベルト・ラットゥアーダとの共同監督だったことから、それを「半分(1/2)」として加えると「8 1/2本目」の作品となることにちなんでつけられたものであり、それ以上の特別な意味はない。
ウディ・アレン、マーティン・スコセッシ、アンドレイ・タルコフスキー、ミケランジェロ・アントニオーニ、ロマン・ポランスキー、ロベルト・ロッセリーニ、イングマール・ベルイマンなど多くの映画監督から称賛を得た作品であり、フェリーニ自身も自らのベスト映画に挙げている。
日本では、東和株式会社（現在の東宝東和）が輸入し、1965年9月26日、同社およびATG（日本アート・シアター・ギルド）の共同配給で公開された。
ちなみに、『NINE』は、本作をミュージカル化した作品である。また、ピーター・グリーナウェイ監督の映画『8 1/2の女たち』には本作が登場する。

## キャスト
- グイド・アンセルミ - マルチェロ・マストロヤンニ
- ルイーズ・アンセルミ - アヌーク・エーメ
- クラウディア - クラウディア・カルディナーレ
- カーラ - サンドラ・ミーロ
- バーバラ - バーバラ・スティール
- マドレーヌ - マドレーヌ・ルボー

## あらすじ
著名な映画監督のグイドは、新作の構想と療養のため、温泉地へとやってくる。しかし、一向に定まらない映画内容と、周りの出資者に接する苦悩だけが積もっていく。いつしかグイドは、自らの理想の世界へと現実逃避する。

## 人生はお祭りだ（失われたラストシーン）
それまでの登場人物たち（主人公が人生で出会った人々）全員が何の説明もなく現れ、輪になって踊る有名なラストシーンの直前に、グイドの独白として「人生はお祭りだ。一緒に過ごそう。」というセリフがある。このセリフがラストシーンを暗示する。
当初、幽霊のような白い服を着た登場人物たちが、列車に乗ってどこかへ向かうシーンがラストシーンとして撮影されていた。食堂車のセットに満員の乗客、乗客のアップ、セリフなし、という葬式のようなシーンである。グイドの「人生はお祭りだ。」という独白の前の数カットに白い服を着た複数の登場人物が映っており、この列車のシーンの登場人物を彷彿とさせる。だが、このラストシーンは破棄される。
フェリーニは作品の完成間近に制作会社から『予告編』の制作を依頼される。このとき撮影されたのが、オープンセットで登場人物たちが輪になって踊るというシーンである。フェリーニはこのシーンをラストシーンとすることに決め、再度登場人物たちを集めて撮影を行った。ラストシーンでは、踊る人々が手をつないでいたり、服装など、『予告編』との違いがいくつかある。
ラストシーンの前に、グイドが自殺したことを暗示するシーンがある。右のポケットに拳銃が入っていることを示唆するセリフ、銃声、グイドの頭が床に落ちる、というシーンである。そのあと、輪になって踊るラストシーンにつながるため不確かな印象を与えるが、当初予定されていた葬式のようなラストシーンにつながると、グイドの自殺が鮮明となる。トゥリオ・ピネッリは、この自殺を暗示させるラストシーンをハッピーエンドに改めるようフェリーニに警告したと2002年のドキュメンタリー『フェリーニ 大いなる嘘つき』で語っている。

## 主な受賞歴
| 賞                           | 部門                   | 候補者                                                           | 結果       |
| ---------------------------- | ---------------------- | ---------------------------------------------------------------- | ---------- |
| アカデミー賞                 | 監督賞                 | フェデリコ・フェリーニ                                           | ノミネート |
| アカデミー賞                 | 脚本賞                 | フェデリコ・フェリーニ、トゥリオ・ピネッリ、ブルネッロ・ロンディ | ノミネート |
| アカデミー賞                 | 美術賞                 | ピエロ・ゲラルディ                                               | ノミネート |
| アカデミー賞                 | 衣裳デザイン賞（白黒） | ピエロ・ゲラルディ                                               | 受賞       |
| アカデミー賞                 | 外国語映画賞           |                                                                  | 受賞       |
| ニューヨーク映画批評家協会賞 | 外国語映画賞           |                                                                  | 受賞       |
| モスクワ国際映画祭           | 最優秀作品賞           |                                                                  | 受賞       |

## 関連事項
- 1965年の日本公開映画
- 8 1/2 (バンド) - 久保田慎吾、上野耕路、泉水敏郎らの1970年代の後半ニュー・ウェイヴ・バンド
- 裸の銃を持つ男 - 続編のタイトルが本作のオマージュで、2作目が「2 1/2」、3作目が「33 1/3」となっている。
- 時効警察 - 本作の名が出てくる。

## 註
1. 1 2  “8 1/2”. キネマ旬報映画データベース.   株式会社キネマ旬報社. 2010年8月20日閲覧。
2. ↑  “作品詳細『8 1/2』”. 2022年 午前十時の映画祭12 (2022年). 2022年2月21日時点のオリジナルよりアーカイブ。2022年7月1日閲覧。
3. ↑  実際には長編・短編合わせて10作目にあたる。共同監督作品やオムニバスの一編などがあるため、タイトルの由来には諸説がある。
4. ↑  ドキュメンタリー『ザ・ロスト・エンディング』(マリオ・セスティ監督、2003年)
5. ↑  "The suicide theme is so overwhelming," Pinelli told Fellini, "that you'll crush your film." Cited in Fellini: I'm a Born Liar (2002), directed by Damian Pettigrew.